# Heinrich Fretwurst
Heinrich Fretwurst (* 25. April 1937 in Hamburg; † 21. Juni 2020 ebenda) war ein deutscher Sportschütze. Er nahm bei den Olympischen Sommerspielen 1972 in München im Wettbewerb mit der Freien Pistole über 50 m teil. Seine sportliche Heimat hatte er bei der SV Polizei Hamburg.